# Liste von Rebsorten/B
Legende, Erläuterungen und Quellen: Siehe Hauptartikel!
Hinweise zu Änderungen bzw. Ergänzungen siehe Diskussion.
| Rebsorte - wichtige Synonyme | VIVC | Bild | Verw.   | H.  | Spe.  | Abstammung                                           | Zü.J. | ha 2016 | Anbauländer |
| --- | ---- | ---- | ------- | --- | ----- | ---------------------------------------------------- | ----- | ------- | --- |
| Babeasca Grise - Babeasca Gri |      |      | WWT     | ROU | V.Vi. |                                                      |       | 297     | Rumänien |
| Băbească Neagră - Rara Neagra |      |      | RWT, TT | ROU | V.Vi. |                                                      |       | 2.696   | Moldawien, Rumänien |
| Babic - Babcevica, Babic Crni, Babic Mali, Babic Pivati, Babic Pluskavi, Babic Veliki, Babica Crna |      |      | RWT     | HRV | V.Vi. |                                                      |       |         | Kroatien |
| Babica - Kastelanka |      |      | RWT     | HRV | V.Vi. |                                                      |       |         | Kroatien |
| Babosa de Madere - Babosa |      |      | WWT     | ESP | V.Vi. |                                                      |       | 2       | Portugal |
| Bacchus Weiss |      |      | WWT     | DEU | V.Vi. | Silvaner × Riesling × Müller-Thurgau                 | 1933  | 1.769   | Deutschland, Ungarn, Vereinigtes Königreich, Kanada                                                                       |
| Baco Blanc - Baco Divers |      |      | WWT, U  | FRA | I. C. | Folle Blanche × Noah                                 | 1898  | 528     | Frankreich |
| Baco Noir - Baco, Baco Divers |      |      | RWT, U  | FRA | I. C. | Folle Blanche × Riparia Grand Glabre + Vitis Riparia | 1902  | 735     | Frankreich, USA, Kanada                                                                                                   |
| Baga - Carrasquenho, Carrega Burros |      |      | RWT     | PRT | V.Vi. |                                                      |       | 6.750   | Portugal |
| Bailey |      |      | RWT     | USA | I. C. | Extra × Triumph                                      | 1887  | 49      | Brasilien |
| Bakator Roz - Piros Bakator |      |      | WWT, TT | HUN | V.Vi. |                                                      |       | 16      | Ungarn, Rumänien |
| Balada - Piros Bakator |      |      | WWT     | PRT | V.Vi. | Muscat Hamburg × Mortagua                            |       | 0       | Rumänien |
| Baratuciat |      |      | WWT, TT | ITA | V.Vi. |                                                      |       | 2       | Italien |
| Barbaroux - Rote Tiesentraube, Rote Perltraube, Rose Du Var |      |      | WWT, TT | FRA | V.Vi. |                                                      |       | 29      | Frankreich |
| Barbera Bianca - Bertolino, Bertoulin, Caria L"Aso, Lardera |      |      | WWT     | ITA | V.Vi. |                                                      |       | 114     | Italien |
| Barbera Nera - Barber A Raspo Rosso, Barbera, Barbera A Peduncolo Rosso, Barbera A Peduncolo Verde, Barbera A Raspo Verde, Barbera Amaro, Barbera Black, Barbera Blaue, Barbera Crna, Barbera DAsti, Barbera Di Piamonte, Barbera Dolce            |      |      | RWT     | ITA | V.Vi. |                                                      |       | 17.824  | Chile, Rumänien, Brasilien, Italien, USA, Argentinien, Südafrika, Australien, Kanada, Slowenien                           |
| Barbera Sarda |      |      | RWT     | ITA | V.Vi. |                                                      |       | 70      | Italien |
| Barcelo |      |      | WWT     | PRT | V.Vi. | Amaral × Azal Branco                                 |       | 26      | Portugal |
| Barkhatnyi - Barkhatny |      |      | WWT     | RUS | V.Vi. | Tebrizi × Muscat Hamburg                             | 1939  | 30      | Russische Föderation |
| Baroque |      |      | WWT     | FRA | V.Vi. |                                                      |       | 83      | Frankreich |
| Barreto - Barreto de Semente, Bragao, Tinta Bragao, Tinta do Bragao |      |      | RWT     | PRT |       |                                                      |       | 3       | Portugal |
| Barsaglina |      |      | RWT     | ITA | V.Vi. |                                                      |       | 9       | Italien |
| Barthainer Grün - Barthainer, Grüner Barthainer, Jaucovec Absenger, Jauer |      |      | WWT     | AUT | V.Vi. |                                                      |       |         | |
| Bastardo Branco |      |      | WWT     |     | V.Vi. |                                                      |       | 14      | Portugal |
| Bastardo Magarachskii - Bastard de Magaraci, Bastard von Magaratsch, Bastardo Magaraca, Bastardo Magarach, Bastardo Magarachsky |      |      | RWT     | UKR | V.Vi. | Trousseau Noir × Saperavi                            | 1949  | 180     | Moldawien, Ukraine |
| Batiki |      |      | WWT, TT | GRC | V.Vi. |                                                      |       |         | Griechenland |
| Batoca |      |      | WWT     | PRT | V.Vi. |                                                      |       | 8       | Portugal |
| Batuta Neagra |      |      | RWT, TT | MDA | V.Vi. |                                                      |       | 3       | Rumänien |
| Bayanshira (Az Nokxudlanan) - Bayanshira, Bayan-Shirey |      |      | WWT, TT | AZE | V.Vi. |                                                      |       | 645     | Kasachstan |
| Beba - Ain el Kelb, Ain Kelb, Beba, Beba de Huelva, Beba de Jaen, Beba de Jerez, Beba de Los Santos |      |      | WWT, TT | ESP | V.Vi. |                                                      |       | 2.556   | Spanien, Portugal |
| Béclan Petit - Beclan, Petit Beclan |      |      | RWT     | FRA | V.Vi. |                                                      |       | 0       | Frankreich |
| Bellone |      |      | WWT     | ITA | V.Vi. |                                                      |       | 184     | Italien |
| Bequignol Noir - Bequignol |      |      | RWT     | FRA | V.Vi. |                                                      |       | 616     | Frankreich, Argentinien                                                                                                   |
| Bervedino - Bervedino Bianco |      |      | WWT     | ITA | V.Vi. |                                                      |       |         | |
| Bia Blanc - Béar, Béard, Biard |      |      | WWT     | FRA | V.Vi. |                                                      |       |         | |
| Bianca |      |      | WWT, TT | HUN | I. C. | Eger 2 × Bouvier                                     | 1963  | 9.766   | Ungarn, Moldawien, Rumänien, Russische Föderation                                                                         |
| Bianca Pastena - Pastena 661 |      |      | TT      | ITA | V.Vi. | Italia × Königin der Weingärten                      |       | 2.599   | Italien |
| Bianchetta Genovese |      |      | WWT     | ITA | V.Vi. |                                                      |       |         | Italien |
| Bianchetta Trevigiana |      |      | WWT     | ITA | V.Vi. | Brambana × Durella                                   |       | 12      | Italien |
| Bianco d’Alessano |      |      | WWT     | ITA | V.Vi. |                                                      |       | 39      | Italien |
| Biancolella |      |      | WWT     | ITA | V.Vi. |                                                      |       | 23      | Italien |
| Biancone - Biancone di Portoferraio |      |      | WWT     | ITA | V.Vi. |                                                      |       | 34      | Italien |
| Biancu Gentile - Bianca Gentile, Bianco Gentile, Biancone Gentile |      |      | WWT     | FRA | V.Vi. |                                                      |       | 5       | Frankreich |
| Biborkadarka - Bibor Kadarka, Biborkadarsa |      |      | RWT     | HUN | V.Vi. | Kadarka × Muscat Bouschet                            | 1948  | 109     | Ungarn |
| Bical |      |      | WWT     | PRT | V.Vi. |                                                      |       | 1.076   | Portugal |
| Bicane |      |      | WWT, TT | FRA | V.Vi. |                                                      |       |         | |
| Birstaler Muskat - Birchstaler Muskat, Muscat de La Birse, Valentin Blattner 86-6 |      |      | TT      | CHE | I. C. | Seyval × Bacchus Weiss                               | 1986  | 1       | |
| Black Queen - Pok Dum, Pokdum |      |      | TT      | JPN | I. C. | Bailey × Golden Queen                                |       | 143     | Japan, Taiwan, Thailand                                                                                                   |
| Blanc Dame - Blanc Madame, Blanquette, Blanquette Grise |      |      | WWT, TT | FRA | V.Vi. |                                                      |       | 0,2     | Frankreich |
| Blanc Du Bois |      |      | WWT     | USA | I. C. | Florida D 6-148 × Cardinal                           | 1968  | 81      | USA |
| Blasius - Blanqueiron |      |      | WWT     | ROU |       | (Jordana × Traminer Roxo) × Blaj 51- 19              |       | 15      | Rumänien |
| Blattner Rot - verschiedene RWS v. Valentin Blattner |      |      | RWT     | CHE | I. C. | Verschiedene Rotweinkreuzungen                       |       | 8       | Kanada |
| Blattner Weiss - verschiedene WWS v. Valentin Blattner |      |      | WWT     | CHE | I. C. | Verschiedene Weißweinkreuzungen                      |       | 7       | Kanada |
| Blauburger |      |      | RWT     | AUT | V.Vi. | Portugieser Blau × Blaufränkisch                     | 1923  | 1.223   | Deutschland, Ungarn, Österreich, Neuseeland                                                                               |
| Blaufränkisch - Lemberger, Blauer Limberger |      |      | RWT, TT | SLO | V.Vi. | Blaue Zimmettraube × Weißer Heunisch                 |       | 17.180  | Peru, Deutschland, Ungarn, Rumänien, Schweiz, Italien, USA, Österreich, Kanada, Kroatien, Tschechien, Slowakei, Slowenien |
| Blütenmuskateller - Blütenmuskateller, Burgund Mare, Franconia, Frankovka, Frankovka Modra, Lemberger, Modra Frankinja, Borgonja, Borgona |      |      | WWT     | RUS | I. C. | Severnyi × (Muscat Lunel × Muscat of Alexandria)     | 1947  | 89      | Russland, Österreich |
| Boal Barreiro |      |      | WWT     |     | V.Vi. |                                                      |       | 0       | Portugal |
| Boal Branco |      |      | WWT, TT | PRT | V.Vi. |                                                      |       |         | Portugal |
| Boal Vencedor - Vencedor |      |      | WWT     | PRT | V.Vi. |                                                      |       | 2       | Portugal |
| Bobal |      |      | RWT     | ESP | V.Vi. |                                                      |       | 59.189  | Spanien |
| Bogazkere - Saraplik Siyah, Siyah Saraplik |      |      | RWT, TT | TUR | V.Vi. |                                                      |       | 1.436   | Türkei |
| Bogdanusa |      |      | WWT     | HRV | V.Vi. |                                                      |       |         | Kroatien |
| Bombino Bianco - Trebbiano d’Abruzzo |      |      | WWT, TT | ITA | V.Vi. |                                                      |       | 1.147   | Italien, Argentinien |
| Bombino Nero |      |      | RWT, TT | ITA | V.Vi. |                                                      |       | 865     | Italien |
| Bonamico - Buonamico |      |      | RWT     | ITA | V.Vi. |                                                      |       | 149     | Italien, Argentinien |
| Bonda |      |      | RWT     | ITA | V.Vi. |                                                      |       | 7       | Italien |
| Bondola |      |      | RWT     | CHE | V.Vi. |                                                      |       | 11      | Schweiz |
| Bordo - Grano dOro |      |      | RWT     | USA | I. C. |                                                      |       |         | Brasilien |
| Borraçal - Caino Tinto |      |      | RWT     | PRT | V.Vi. |                                                      |       | 512     | Spanien, Portugal |
| Bosco |      |      | WWT, TT | ITA | V.Vi. |                                                      |       | 50      | Italien |
| Bouchalès - Aubet, Bouchales a Buzet, Bouchales Chedy, Bouchalets, Bouchares, Bouchedey, Boucheres, Bouissalet |      |      | RWT     | FRA | V.Vi. |                                                      |       | 93      | Frankreich |
| Bouillet |      |      | RWT     | FRA | V.Vi. |                                                      |       | 1       | Frankreich |
| Bourboulenc |      |      | WWT     | FRA | V.Vi. |                                                      |       | 501     | Frankreich, Argentinien                                                                                                   |
| Bourgogne Gros - Planscher, Planscher, Barolo, Bordeaux Blanc, Borgogne Blanc, Bourgogne Blanc |      |      | WWT     | CHE | V.Vi. |                                                      |       |         | |
| Bouvier - Findling |      |      | WWT, TT | SVN | V.Vi. | Pinot × Gelber Muskateller                           |       | 224     | Ungarn, Österreich, Slowakei                                                                                              |
| Bracciola Nera - Bracciola |      |      | RWT     | ITA | V.Vi. |                                                      |       | 4       | Italien |
| Brachetto - Brachetto del Piemonte, Bracciola |      |      | RWT     | ITA | V.Vi. |                                                      |       | 1.694   | Italien |
| Branco Escola - Asal de Santo Tirso, Azal de Santo Tirso, Azal de Sao Tirso, Borrado das Moscas, Branco de Asa, Cagado das Moscas, Pintosa |      |      | WWT     | PRT | V.Vi. |                                                      |       | 2       | Portugal |
| Branco Gouvares - Alvarelhao Branco, Branco de Gouvaes, Touriga Branca |      |      | WWT     | PRT | V.Vi. |                                                      |       | 34      | Portugal |
| Braquet Noir - Brachet |      |      | RWT     | FRA | V.Vi. |                                                      |       | 12      | Frankreich |
| Breidecker |      |      | WWT     | DEU | I. C. | Riesling × Silvaner × Chancellor                     | 1949  | 0       | Neuseeland |
| Brianna - Elmer Swenson 7-4-76 |      | WWT  | WWT, TT | USA | I. C. | Kay Gray × Elmer Swenson 2- 12- 13                   | 1983  | 21      | USA |
| Bric |      |      | RWT     | ITA | V.Vi. | Barbera × Nebbiolo                                   | 1977  | 1       | Italien |
| Bronner - Fr 250-75 Freiburg 250-75 |      |      | WWT, TT | DEU | V.Vi. | Merzling × Geisenheim 6494                           | 1975  | 6       | Deutschland, Italien |
| Brun Argenté |      |      | RWT     | FRA | V.Vi. |                                                      |       | 11      | Frankreich |
| Budai Zoeld |      |      | WWT     | HUN | V.Vi. |                                                      |       | 6       | Ungarn |
| Bukettraube |      |      | WWT     | DEU | V.Vi. | Silvaner Gruen × Schiava Grossa                      |       | 54      | Südafrika |
| Burdin 1580 - Burdin Divers |      |      | WWT     | FRA | I. C. |                                                      |       | 0       | Frankreich |
| Bussanello - Bussana, Dalmasso 12-37, Incrocio Dalmasso 12-37, Incrocio Dalmasso 12/37, Incrocio Dalmasso XII-37 |      |      | WWT     | ITA | V.Vi. | Welschriesling × Furmint                             |       | 3       | Italien |
| Bruni 54 - Dorico, Incrocio Bruni 54, Sauvignon X Verdicchio |      |      | WWT     | ITA | V.Vi. | Aleatico × Lacrima                                   | 1936  | 11      | Italien |
| Busuioaca de Bohotin - Schwarzer Muskateller, Black Frontignan, Busuioaca, Busuioaca De Bohotin, Busuioaca Roza De Bohotin, Busuoaca Neagra, Caillaba, Caillaba Noir, Cayabe, Caylor Noir Musque, Cerni Muskat, Fekete Muskotaly, Frontignan Black |      |      | RWT     | ROU | V.Vi. |                                                      |       | 343     | Rumänien |